# Меоре-Лесичине
Меоре-Лесичине (груз. მეორე ლესიჭინე) — село в Грузии, на территории Чхороцкуского муниципалитета края (мхаре) Самегрело-Верхняя Сванетия.

## География
Село находится в западной части Грузии, в междуречье Заны и Очхомури, на расстоянии приблизительно 5 километров (по прямой) к югу от города Чхороцку, административного центра муниципалитета. Абсолютная высота — 125 метров над уровнем моря.

## Население
По результатам официальной переписи населения 2014 года в Меоре-Лесичине проживал 501 человек (254 мужчины и 247 женщин). В национальной структуре населения грузины составляли 99,4 %, русские — 0,6 %.
| Год  | Население, человек |
| ---- | ------------------ |
| 2002 | 514                |
| 2014 | ↘ 501              |